# 岡野喜太郎
岡野 喜太郎（おかの きたろう、1864年5月9日（元治元年4月4日） - 1965年（昭和40年）6月6日）は、日本の銀行家。
駿河国駿東郡青野村（現・静岡県沼津市青野）出身。静岡県多額納税者。スルガ銀行創設者。沼津市名誉市民。静岡県屈指の実業家であった。

## 経歴
駿河国駿東郡青野村（現・静岡県沼津市青野）に名主の長男として生まれた。岡野弥平太の長男。1879年（明治12年）に集成舎（後の静岡県立沼津中学校、現在の静岡県立沼津東高等学校）に入学。1885年（明治18年）には静岡県立豆陽中学校（現・静岡県立下田高等学校）に入学したが、故郷は1884年（明治17年）9月の暴風による飢饉にあえいでおり、結局師範科を中退して故郷で農業に専念した。

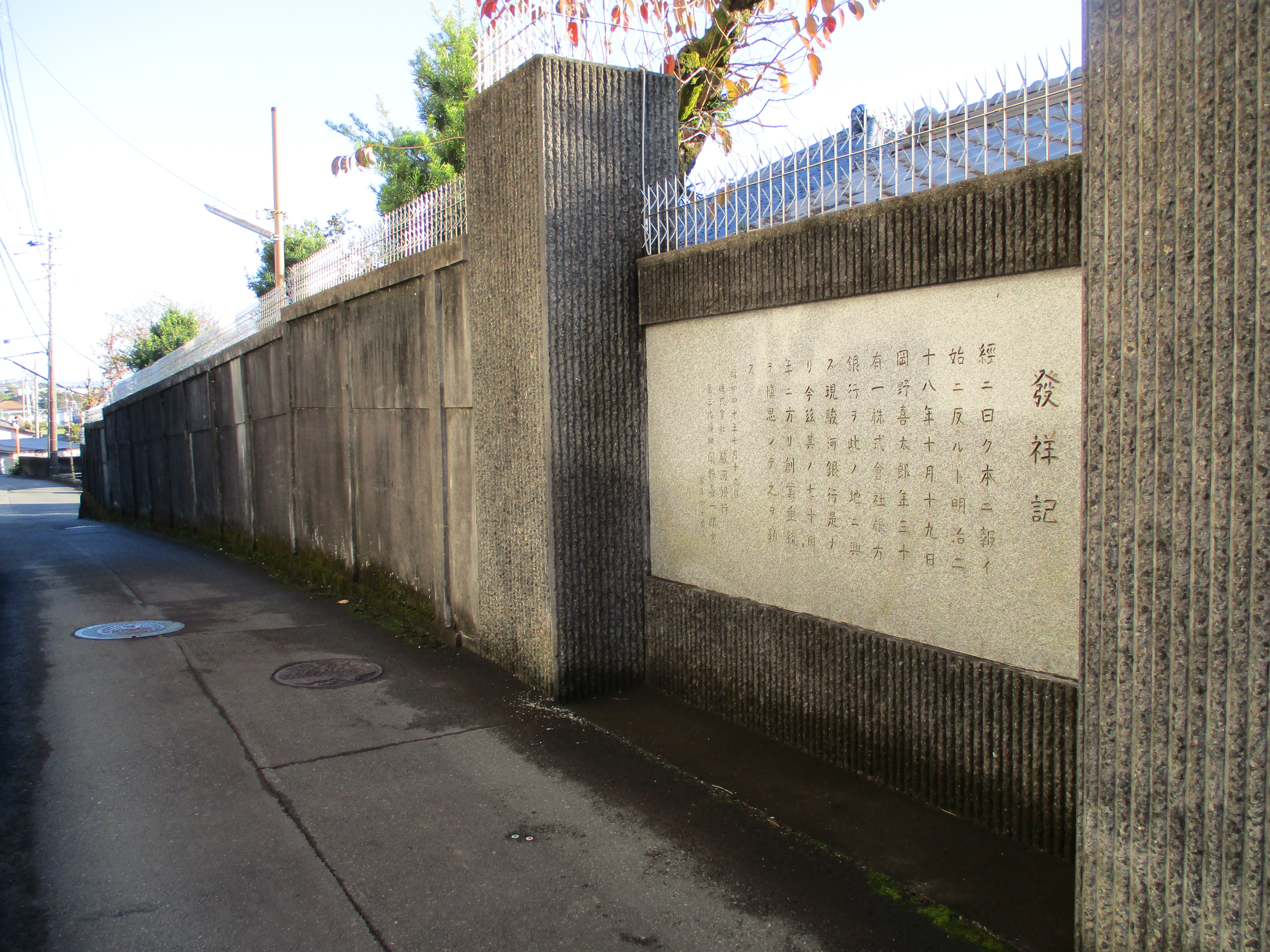
発祥記。沼津市青野の、岡野本家の壁にある。

1887年（明治20年）に静岡県で貯蓄組合共同社を設立。1895年（明治28年）に根方銀行を創立して頭取となった。根方銀行は1896年（明治29年）に駿東実業銀行、1912年（明治45年）に駿河銀行と改称している。1938年（昭和13年）には富士市の大昭和製紙（現・日本製紙）の取締役にも就任。岡野は1957年（昭和32年）まで62年間も駿河銀行の頭取を務めた。この間に関東地震に伴って発生した根府川駅列車転落事故によって妻と娘を失い、後に根府川駅近くに関東大震災の犠牲者を悼む五輪塔を建立している（→根府川駅列車転落事故）。

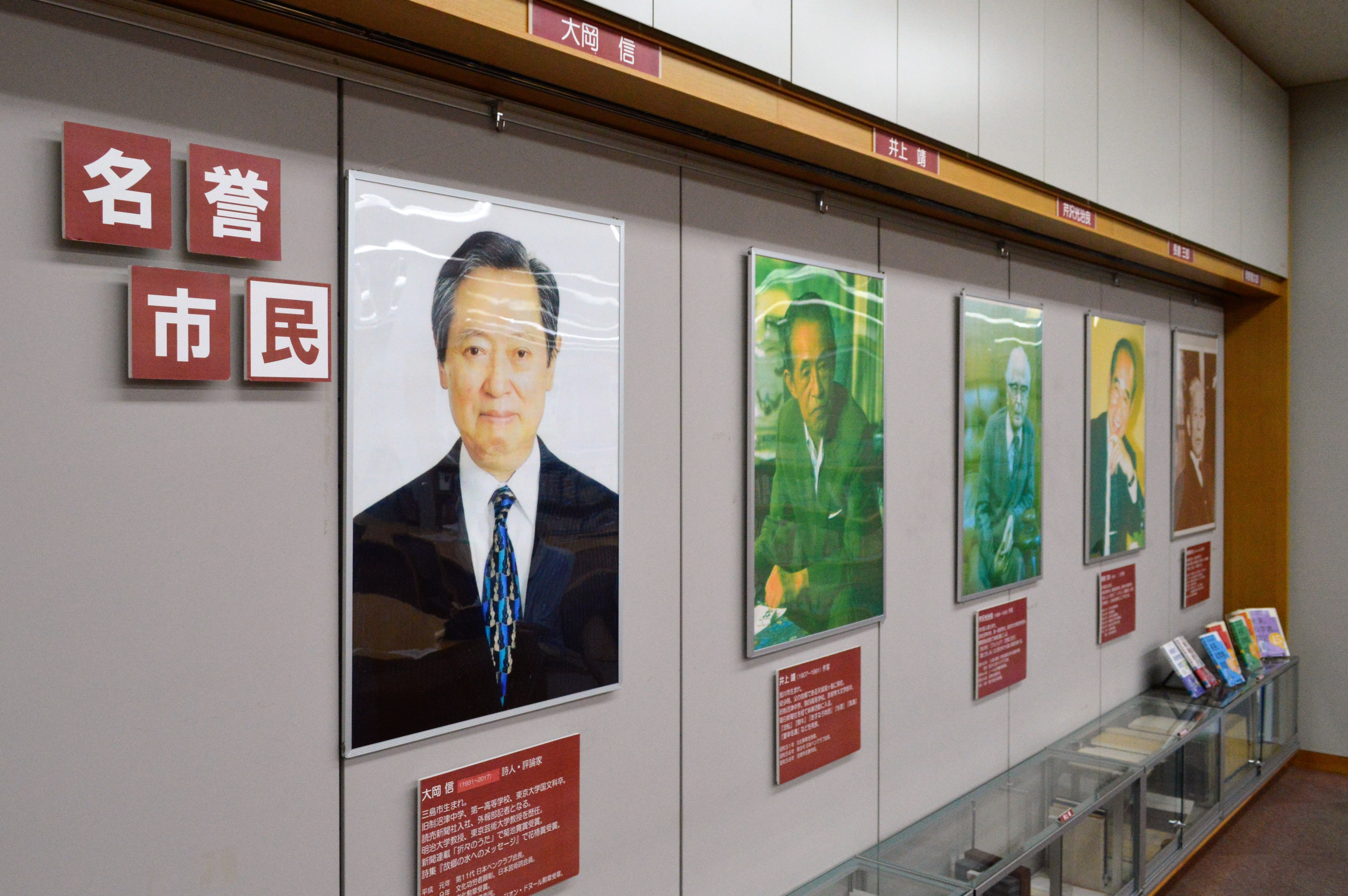
沼津市立図書館にある名誉市民コーナー。受賞順に並んでおり、一番端が岡野である。（2017年8月）

1960年（昭和35年）には沼津市初の名誉市民に選ばれている。1962年（昭和37年）には沼津市に4000万円を寄贈し、沼津市は銀行名を冠した沼津市立駿河図書館を建設した。1963年（昭和38年）に駿河奨学会（現在の一般財団法人スルガ奨学財団）を設立、高等学校進学希望者の学資の一部を給付し、人材育成に貢献している。1964年（昭和39年）には勲三等瑞宝章を授与された。
1965年（昭和40年）6月6日に101歳で死去し、死去に際して従四位に叙せられている。
1990年（平成2年）には駿河銀行がスルガ銀行に改称されている。

## 人物
1883年、家督を相続した。宗教は日蓮宗。住所は静岡県駿東郡愛鷹村、沼津市白銀町。

## 記念碑
下田市の静岡県立下田高等学校と伊豆の国市の静岡県立韮山高等学校には岡野の碑がある。沼津市の青野公園には岡野の石像があり、「欲を離れるのが長寿の秘訣である」という意味の言葉が刻まれている。

## 家族・親族
岡野家
- 父・彌平太（静岡平民）[4]
- 妹
  - てる（1867年 - ?、静岡、澤田為蔵の妻）[4]
  - すみ（1866年 - ?、静岡、岡野平八郎の養女）[4]
- 妻
  - たい（1865年 - ?、静岡、関本浦太郎の妹）[4]
  - イシ（1882年 - ?、佐賀、池田チカの妹）[1]
- 長女・容（1882年 - ?、静岡、関本文五郎の孫・文作の妻）[4]
- 二女・柳子（1888年 - ?、静岡、島田宅二郎の妻）[1]
- 三女・博（1892年 - ?、山梨、穴水熊雄の妻）[1]
- 四女・光（1895年 - ?、静岡、依田久軌之助の妻）[1]
- 五女・磯（1897年 - ?、神奈川、田辺大蔵の妻）[1]
- 六女・貞（1899年 - ?、神奈川、三宅敏三の妻）[1]
- 男・豪夫[1]（1890年 - 1964年、駿河銀行取締役）
- 男・彌（1903年 - ?）[1]
- 男・文彌（1909年 - ?）[1]
- 孫
  - 喜久麿（駿河銀行頭取）
  - 喜一郎（スルガ銀行頭取・会長）
- 曾孫・光喜（スルガ銀行頭取）[3]

親戚
- 島田宅二郎（弁護士）
- 関本文五郎（駿河銀行、駿河貯蓄銀行各取締役）